# Sangkelan
Sangkelan is een bestuurslaag in het regentschap Aceh Utara van de provincie Atjeh, Indonesië. Sangkelan telt 804 inwoners (volkstelling 2010).